# Edward Simmons
Edward Simmons (ur. 27 października 1852 w Concord, zm. 17 listopada 1931 w Baltimore) – amerykański malarz, przedstawiciel impresjonizmu.
Znany przede wszystkim jako muralista był członkiem założycielem ugrupowania Ten American Painters. Jego ograniczony udział w pracach ugrupowania pozwolił mu skupić się na dekorowaniu ścian i stropów znanych amerykańskich budynków. Edward Simmons był też członkiem między innymi National Academy of Design, Society of American Artists i National Institute of Arts & Letters.

## Życiorys
Edward Emerson urodził się jako syn George'a Fredericka Simmonsa i Mary Emerson Ripley, kuzynki Ralpha Waldo Emersona. Trzy lata po narodzinach stracił ojca, wychowywany był przez matkę i babkę. W latach 1870–1874 studiował na Uniwersytecie Harvarda. Był członkiem założycielem uniwersyteckiego klubu artystycznego. Po ukończeniu studiów Simmons wyjechał na zachód zatrzymując się w 1875 w San Francisco. Mając w ręku list polecający od swojego znanego kuzyna Ralpha Waldo Emersona, Simmons otrzymał posadę w Strawberry Valley School, gdzie uczył przez dwa lata.
Po powrocie na wschód w 1977 roku spędził krótki okres w szkole Museum of Fine Arts w Bostonie, ale planował studia za granicą. W 1878 roku wyjechał do Paryża, aby podjąć studia na prestiżowej Académie Julian; dwa lata później kontynuował studia w Ecole des Beaux-Arts.
Simmons rozwijał swoje umiejętności pod okiem Boulangera i Lefebvre’a. Jego debiut na wystawie w paryskim Salonie i London Royal Academy w 1881 był udany. Osiedlił się w małej, rybackiej miejscowości Concarneau w Anglii. Miał tam do dyspozycji bogactwo tematów, począwszy od pejzaży marynistycznych po rodzajowe sceny z życia chłopów. Przedstawienia wieśniaków wykazują wpływ francuskiego malarza-naturalisty Julesa Bastien-Lepage’a, należą one zarazem do najwcześniejszych, znanych obrazów Simmonsa.
W 1883 Simmons ożenił się z pisarką i malarką Vestą Schallenberger. Wysłał kilka swoich płócien do galerii Doll and Richards Gallery w Bostonie, gdzie zostały one przychylnie przyjęte. W tym samym roku namalował dwa obrazy: Grając w hacele i Wiosna (oba w kolekcjach prywatnych). Ten ostatni nosi ślady impresjonizmu, w stylu Theodore'a Robinsona. W płaskim, dekoracyjnym ukazaniu kwiatów widoczne są z kolei wpływy Jamesa Whistlera. W 1884 Simmons namalował obraz Oczekując na jego powrót (kolekcja prywatna), ukazujący postać młodej, bretońskiej wieśniaczki siedzącej na skalistym wybrzeżu Atlantyku.
W 1884 Simmonsowie wyjechali do Hiszpanii, gdzie urodził się ich pierwszy syn, William. W latach 1886–1891 mieszkali w Anglii; Edward Simmons był członkiem założycielem kolonii artystycznej w St Ives w Kornwalii. W 1891 otrzymał zlecenie ze swojej byłej uczelni, Uniwersytetu Harvarda, na wykonanie nowych witraży dla Memorial Hall. Zaprojektowane przez Simmonsa witraże wyprodukowała firma Tiffany Glass & Decorating Co.

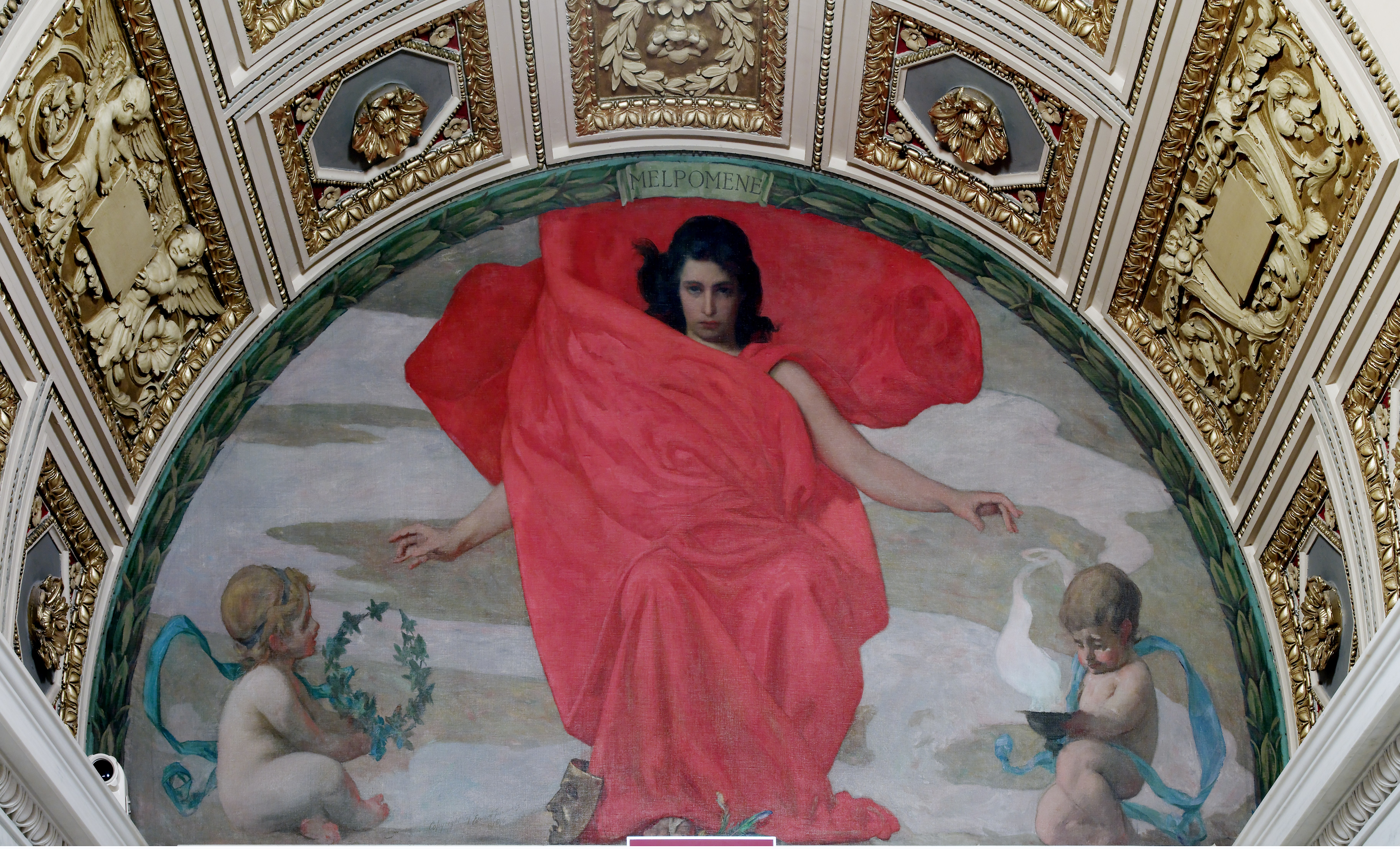
Mural Melpomena, 1896, Biblioteka Kongresu w Waszyngtonie, budynek im. Thomasa Jeffersona, I piętro, korytarz północno-wschodni

W 1893 Simmons otrzymał pierwszą szansę wykazania swoich talentów malarskich, kiedy został zatrudniony przez Francisa Davisa Milleta do wykonania malowideł wewnątrz kopuły budynku Manufacturers and Fine Arts w Chicago na Światowej Wystawie Kolumbijskiej. To zlecenie przyniosło mu renomę i sławę w dziedzinie malarstwa ściennego. W ciągu następnych kilku lat artysta otrzymał wiele zleceń na wykonanie malowideł ściennych, m.in. ze strony Nowojorskiego Towarzystwa Miejskiego i Biblioteki Kongresu. Dla tego ostatniego namalował cykl Dziewięć muz, z których najbardziej znana jest Melpomena, statyczna, poważna, nieco zabawna postać w rozwianych szatach, przypominająca banalne postacie pędzla Simmonsa i jego kolegów z czasów Światowej Wystawy Kolumbijskiej. W 1898 Simmons został członkiem ugrupowania Dziesięciu Amerykańskich Malarzy, założonego w proteście przeciwko stowarzyszeniu Society of American Artists. Ugrupowanie Dziesięciu składało się z artystów zainteresowanych impresjonizmem, stylem, który kładł nacisk na współczesne, wzięte z życia codziennego motywy, malowane w plenerze, z użyciem jasnych barw kładzionych wyrazistymi, energicznymi pociągnięciami pędzla.
Simmons był jednym z najbardziej niekonsekwentnych wystawców spośród Dziesięciu, a gdy udanie rozpoczął na przełomie XIX i XX w. karierę muralisty, okazało się, że malarstwo sztalugowe zeszło u niego na dalszy plan. W 1903 na krótko powrócił do Paryża, gdzie stworzył swoje najbardziej znaczące dzieło, Progress of the American Spirit in the Northwest, znajdujące się obecnie w budynku parlamentu stanu Minnesota (Minnesota State Capitol). W tym samym roku ożenił się ponownie, z Alice Ralston Morton.
W latach 1900–1920 Simmons namalował wiele murali, które wciąż można oglądać w South Dakota State Capitol, Mercer County Courthouse, Polk County Courthouse, w hotelu Waldorf-Astoria i w stolicy stanu Minnesota. Współcześni Simmonsowi cenili w jego muralach technikę oraz równowagę formy i koloru.
Edward Simmons zmarł w 1931 roku w Baltimore, gdy przebywał w domu syna.

## Twórczość
Podobnie jak inni członkowie grupy Dziesięciu Simmons okazyjnie malował w plenerach Nowej Anglii portrety członków rodziny i przyjaciół; malował także nadmorskie krajobrazy, widoki miast i sceny rodzajowe we wnętrzu. Jednakże wystawiał rzadko z członkami ugrupowania Dziesięciu, preferując malowanie murali w budynkach państwowych, sądach i innych budynkach publicznych, za co był wówczas ceniony. W rezultacie pozostaje dziś najmniej znany spośród artystów, którzy tworzyli ugrupowanie Dziesięciu.

### Portrety

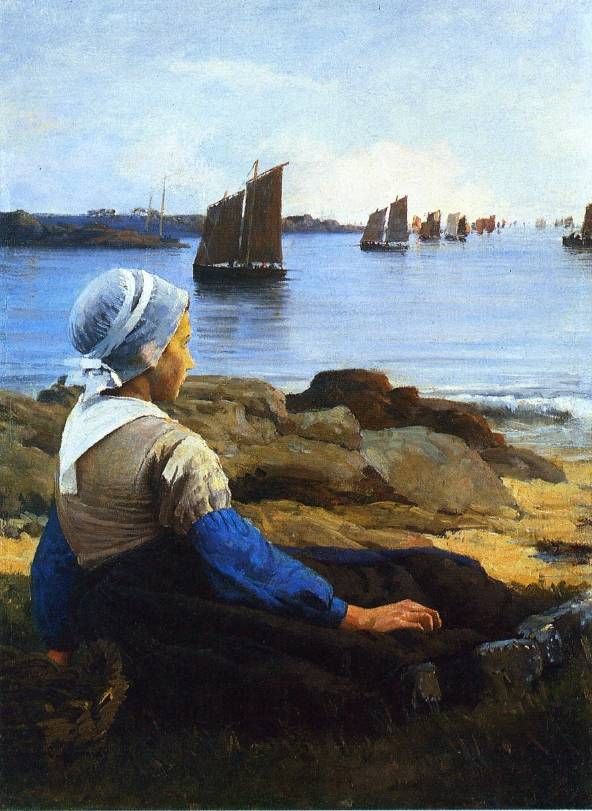
Oczekując na jego powrót, 1884, kolekcja prywatna
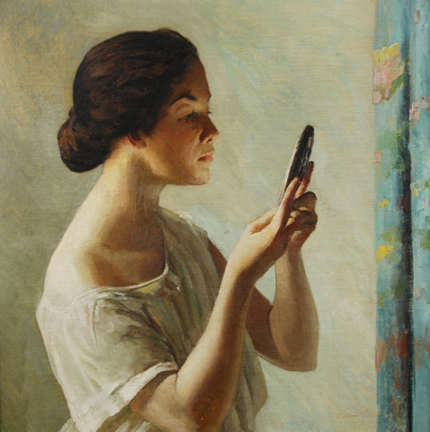
Odbicie, rok ?
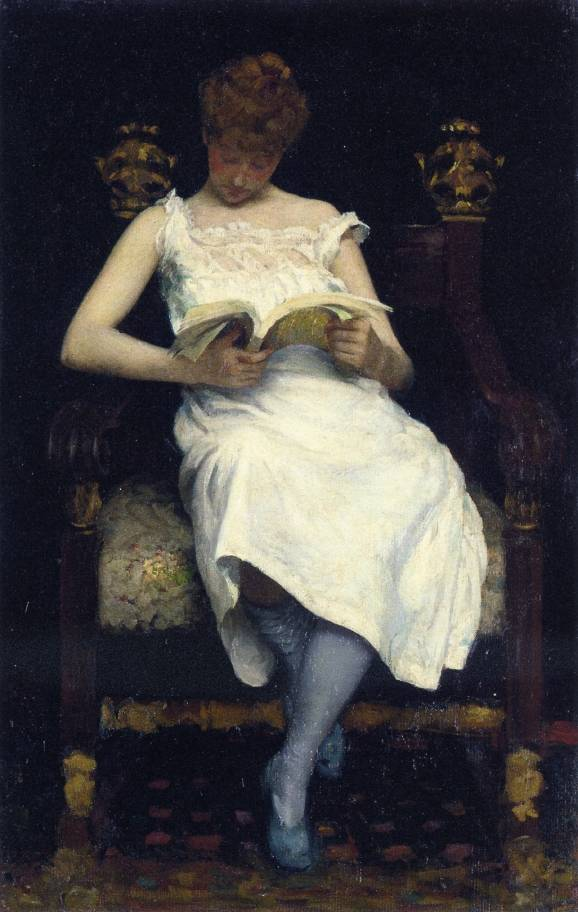
Czytająca dziewczyna, 1893, kolekcja prywatna
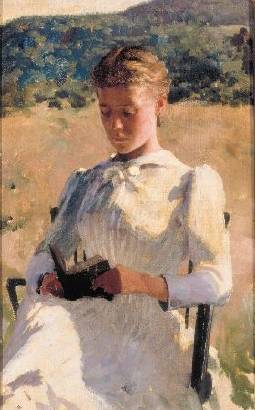
Wrześniowe popołudnie, 1892

### Pejzaże

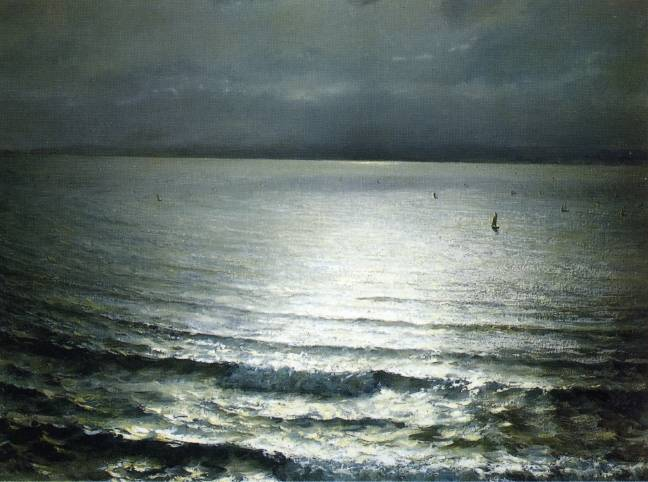
Noc, 1889, kolekcja prywatna
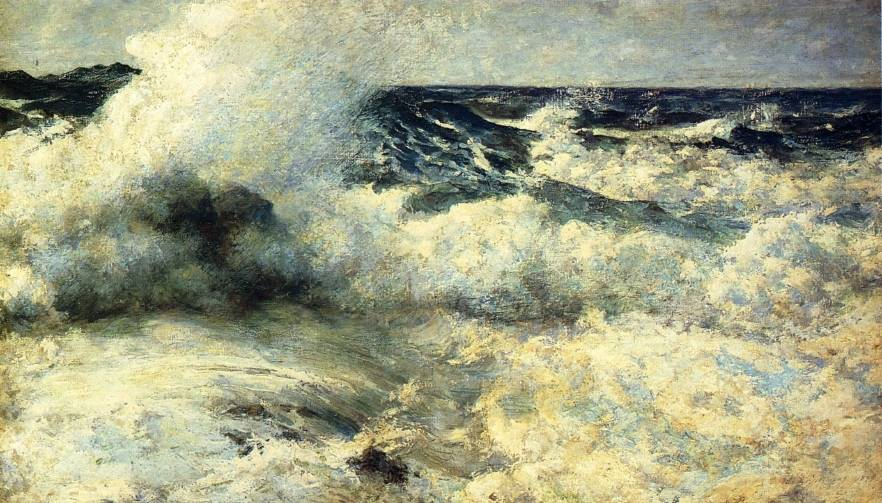
Wzburzone morze, 1895, kolekcja prywatna
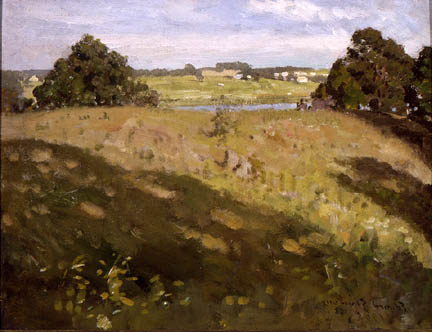
Lipcowe popołudnie, 1906
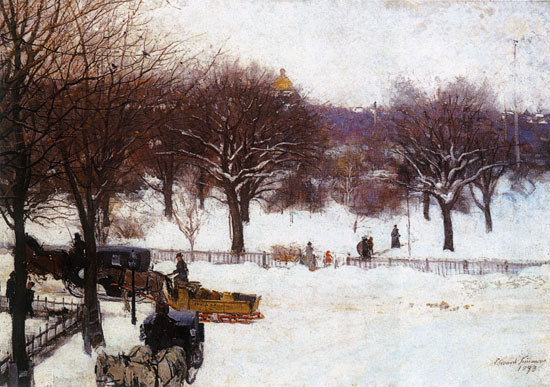
Ogrody miejskie Bostonu, ok. 1910

### Kolekcje murali
- Massachusetts State House (Massachusetts)
- Memorial Hall w Harvard University (Massachusetts)
- Criminal Court Room (Nowy Jork)
- Hotel Waldorf-Astoria (Nowy Jork)
- Appellate Court (Nowy Jork)
- Minnesota State Capital (Saint Paul, Minnesota)
- Capitol Building (Pierre, Dakota Południowa)
- Court House (Mercer, Pensylwania)
- Courthouse (Des Moines, Iowa),
- Biblioteka Kongresu, (Waszyngton)[1]